# Château de la Provôterie
 (mars 2015).
Le château de la Provôterie est composé d'un château et d'une ferme. Il est situé au nord-ouest d'Ahuillé dans le département de la Mayenne. La terre de la Provôterie a donné son nom à un château moderne. Il a appartenu à Robert Le Maçon, Chancelier de France sous Charles VII et protecteur de Jeanne d'Arc.

## Désignation
- Le lieu de la Prévosterie, 1444[1] ;
- La Provousterie, 1508[2] ;
- Le lieu seigneurial de la Provosterie, 1634[3] ;
- La Provoterie, château et étang[4] ;
- La Prévôterie, château, étang[5] ;
- La Prévôterie[6].

## Historique
La Provôterie fut un fief mouvant de Laval sous le devoir d'un « chapel de roses » à la fête de la Consécration; ses seigneurs jouissaient de la haute, moyenne et basse justice et du banc de sépulture dans l'église paroissiale, 1460.
En échange de son droit d'usage dans la forêt de Concise, en
1760, François Le Clerc de la Galorière obtint le titre de seigneur de
la paroisse ; la seigneurie de paroisse relevait alors du comté de Laval - dont il fut le directeur -, sous le même hommage que la terre de la Provôterie et sans préjudice de la prééminence du suzerain.
Le fermier Haulmay, qui servait dans les Chouans, fut tué, croit-on à l'attaque du poste d'Ahuillé. En 1792, N. Le Clerc de la Provôterie était capitaine des grenadiers du 2e bataillon du 4e régiment d'infanterie à Saint-Domingue.
Pierre, prêtre bussonnier demeurait à la Provôterie le 21 juin 1800, date à laquelle on le dénonça pour procession et son de cloches.

## Liste des seigneurs
- Robert Le Maçon, Chancelier de France sous Charles VII et protecteur de Jeanne d'Arc, mort sans enfants de Jeanne Cochon et de Jeanne de Mortemer de Coué, dont héritèrent pour la Provôterie ses neveux, Elie d'Allé et Pierre Hocquedé, 1444, 1460 ;
- Guy de la Vairie, 1478. Guillemette de Bréon, sa veuve, lègue à la fabrique 12 livres de rente pour le pain de la communion, 1522 ;
- René de la Bahoullière, dont la veuve, Renée ou Louise Mallet est inhumée dans la chapelle seigneuriale en 1572 ;
- Charles de la Bahoullière, mari de Catherine de Launay de la maison de la Compagnère, occis au chœur de l'église d'Ahuillé par certains sergents, le dimanche 20 août 1575, et inhumé solennellement aux Cordeliers de Laval. Sa veuve fonde en 1618 une messe du Saint-Sacrement le dimanche et meurt en 1622 ;
- Jean Gougeon, sieur de Piquaigne, mari de Scholastique Frican, d'où Scholastique, 1624 ; Renée, 1627 ; Jean, 1628, baptisés à Ahuillé. Andrée et Ambroise Gougeon, peut-être sœurs de Jean Gougeon, devaient en 1634 rachat de la Provôterie pour les deux mariages de Jeanne de la Bahoullière, leur mère :

1. avec François de Fontenailles, seigneur du Mesnil-Barré ;
2. avec Étienne Gougeon ;

- Robert Le Clerc, mari de Michelle Marest, par retrait féodal que lui céda le comte de Laval, 1635 ;
- Jean Le Clerc, mari de Renée Gemin, fille d'un lieutenant des eaux et forêts de Vitré, 1660, mort en 1669 ;
- René Cazet, époux de Marie Le Clerc, sœur du précédent, 1671 ;
- Terre seigneuriale acquise de René Desaunais, de Mayenne, par Louis Dauphin de Martineau, 1720 ; vendue par François de Magneux, de Paris, homme d'affaires, selon l'abbé Angot, du duc de la Trémoïlle, à Pierre Hoisnard, garde de la compagnie de Monsieur, 1728, dont héritent ses frères, sœurs et neveux, 1755 ;
- François Le Clerc de la Galorière, directeur du comté de Laval, 1756, héritier de M. Hoisnard du chef de sa femme.

## Généalogie
```
François Le Clerc de la Galorière
 (
1722
), Avocat fiscal au siège ordinaire de Laval
x Madeleine Perrine Salmon
│
├─>François Marie Le Clerc de la Provoterie (
1751
)
│   Capitaine au régiment de 
Blaisois-Infanterie
, en garnison à 
Bordeaux
 lors de son mariage  
│  X  Marie-Eugénie Rousseau de Monfrand
│  │
│  ├─> Marie Françoise Le Clerc de la Provoterie (
1786
)
│  │  X René-Jean Duchemin de Vaubernier
│  │ 
│  │
│  ├─> Madeleine-Victoire Le Clerc de la Provoterie (
1788
-
1860
)
│  │  X Henri Picot de Vaulogé
│  │
```

## Source
« Château de la Provôterie », dans Alphonse-Victor Angot et Ferdinand Gaugain, Dictionnaire historique, topographique et biographique de la Mayenne, Laval, A. Goupil, 1900-1910 [détail des éditions] (BNF 34106789, présentation en ligne), t. III, p. 361-362 ; t. IV, p. 758.